# Kenneth Starr
Kenneth Winston Starr (Vernon (Texas), 21 juli 1946 – Houston (Texas), 13 september 2022) was een Amerikaans advocaat en voormalig rechter die onder meer bekend werd als speciale aanklager (independent counsel) bij het Whitewater-schandaal, waarbij zijn bevoegdheid wegens een indirect verband werd uitgebreid met het onderzoeken van vermeende meineed en belemmering van de rechtsgang door Bill Clinton, gerelateerd aan diens affaire met Monica Lewinsky.
Zijn Starr Report (Referral to the United States House of Representatives pursuant to Title 28, United States Code, § 595(c)), dat hij op 9 september 1998 aanbood aan het Huis van Afgevaardigden van de Verenigde Staten, zette de (niet in afzetting resulterende) afzettingsprocedure tegen Clinton in gang. Het bevat geen aantijgingen met betrekking tot het Whitewater-schandaal en staat los van de verdere afhandeling daarvan.
Starr overleed op 76-jarige leeftijd in Houston door complicaties na een operatie.
- Bibsys: 99057433
- Bibliothèque nationale de France: cb13504746n (data)
- CiNii: DA12464177
- Gemeinsame Normdatei: 120557630
- International Standard Name Identifier: 0000 0001 1497 3370
- Library of Congress Control Number: no91012930
- National Archives and Records Administration: 10574230
- Nationale bibliotheek van Australië: 35093945
- Nationale Bibliotheek van Israël: 987007522609705171
- Nationale en Universitaire bibliotheek Zagreb: 000214160
- Nederlandse Thesaurus van Auteursnamen: 087358492
- SNAC: w6c834hh
- Système universitaire de documentation: 057669295
- Virtual International Authority File: 116858673
- WorldCat: E39PBJppBjd7c3VvmyH8YTFFrq